# Angy Burri

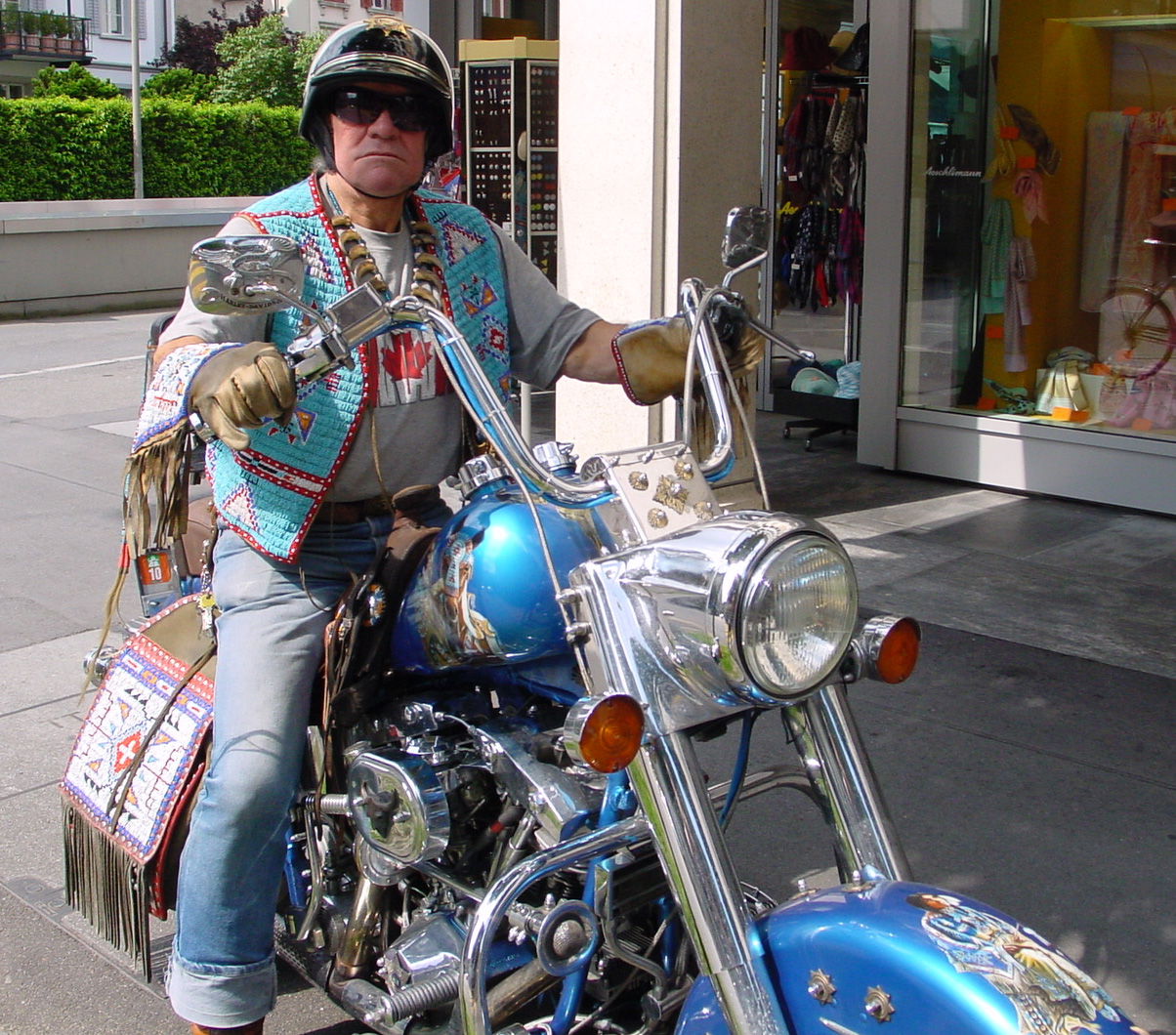
Angy Burri (2010)

Angy Burri (auch Big Angy, eigentlich Angelo Burri; * 4. April 1939 in Cham; † 22. Dezember 2013 in Wolhusen) war ein Schweizer (Lebens-)Künstler, Kunsthandwerker, Filmemacher, Musiker und Stadtoriginal («Stadtindianer») von Luzern. Er wurde auch als «Winnetou vom Pilatus» bezeichnet, was Angy jedoch nicht mochte, wie er im Interview bei glanz & gloria erzählte.

## Leben
In den 1960er Jahren bewegte sich Angy Burri in der Halbstarkenszene Luzerns. Beeinflusst von Bands wie The Shadows gründete er 1963 die Band The Thunderbeats, für die er selbst elektrische Gitarren baute. Burri war Sänger der Band und spielte E-Gitarre. Die Band wurde später unter dem Namen Angy Burri & The Apaches bekannt.
Angy Burri fühlte sich schon als Kind zu den Ureinwohnern Amerikas hingezogen. Er bewegte sich sowohl auf der Bühne als auch im Privaten meist in der traditionellen Kleidung der Indianer oder dem Wilden Westen. Mithilfe seiner grossen Utensiliensammlung aus diesen Kulturen drehte Angy Burri zwischen 1975 und 1979 den Film The Wolfer, der als erster Schweizer Western gilt. Der Film entstand im Kernwald bei Kerns und im Gebiet des Glaubenbergs im Kanton Obwalden. Angy Burri, der als Regisseur und Hauptdarsteller fungierte, entwarf zusammen mit seiner Frau Sonja die Kostüme, baute die Kulissen und schrieb den Titelsong.
1978 lancierte Angy Burri den Luzerner Westernball, der im Kursaal stattfand und bis in die 2000er-Jahre insgesamt 20 Mal durchgeführt wurde. Burri galt in den 1970er und 80er Jahren als wichtiger Vertreter der Subkultur. Er bemängelte den Verlust von Freiheit durch zu viele Gesetze. 1980 erhielt Burri den Anerkennungspreis des Kunst- und Kulturpreises der Stadt Luzern.
Zu Beginn der 1980er Jahre wurde er mit seiner Band in der ganzen Schweiz bekannt. Im Jahr 1988 bereiste er zum ersten Mal die USA, wo er bekannte Indianergebiete in Montana, Colorado, South Dakota und Wyoming besuchte. In der Folge weilte er mehrere Male in den USA, wo er sich unter anderem mit Ureinwohnern traf und mit seiner Harley-Davidson Bikertreffen besuchte.
Angy Burri galt als Luzerner Stadtoriginal. Seine geschmückte Harley mit Pferdesattel und er, der in Indianer- und Westernkleidung mit einem Fuchskopf und Adlerfedern auf dem Helm durch die Region fuhr, waren eine bekannte Erscheinung. 
Im Jahr 2006 wurde Angy Burri im Rahmen einer Sonderausstellung des Historischen Museums Luzerns über die Luzerner Jugendszene zwischen 1950 und 1980 als «bekanntester Repräsentant der Luzerner Szene» vorgestellt und sein Film The Wolfer gezeigt. Zu seinem 70. Geburtstag ehrte ihn die Stadt Luzern mit der Ausstellung «Meine Träume hab ich mir immer selbst gemacht – Hommage an Angy Burri» in der Kornschütte, die Burri selbst konzipierte und mit seinen zahlreichen Westernrequisiten ausstattete. Darunter ein von ihm selbst gebauter Planwagen. Über 14'000 Besucher kamen zu dieser Hommage an Burri.
Im Sommer 2013 drehte der Filmstudent Dominik Suppiger den Film Der Cowboy und ich. In diesem Film gehen Suppiger und Burri in freien Dialogszenen der Frage nach, was es heisst, in der heutigen Zeit ein Mann zu sein.
Angy Burri starb am 22. Dezember 2013 im Alter von 74 Jahren an Herzversagen. Der Luzerner Stadtpräsident Stefan Roth würdigte ihn: «Mit Angy Burri hat die Stadt Luzern eine schillernde Figur verloren. Ob als Musiker, Künstler, Regisseur oder Indianer: Er war immer authentisch, leidenschaftlich und ehrlich.»

## Film
- 1979: The Wolfer

## Diskografie
- 1983: LP Angy Burri & The Apaches
- 1990: LP Hokahe (CH: Gold)[11]
- 1995: LP Tatanka
- 1999: Single Amazing Grace